# Pray for the Wicked
 (mars 2018).
Albums de Panic! at the Disco
Death of a Bachelor
(2016)
Singles
1. Say Amen (Saturday Night)
Sortie : 21 mars 2018
2. High Hopes
Sortie : 23 mai 2018
3. Hey Look Ma, I Made It
Sortie : 26 février 2019

Pray for the Wicked est le sixième album studio du groupe rock américain Panic! at the Disco. Il est sorti le 22 juin 2018.

## Liste des titres
1. (Fuck A) Silver Lining - 2:48
2. Say Amen (Saturday Night) - 3:09
3. Hey Look Ma, I Made It - 2:49
4. High Hopes - 3:10
5. Roaring 20s - 3:06
6. Dancing's Not a Crime - 3:39
7. One of the Drunks - 3:18
8. The Overpass - 2:57
9. King of the Clouds - 2:40
10. Old Fashioned - 2:46
11. Dying in LA - 3:49

## Certifications
| Pays                  | Certification | Unités certifiées |
| --------------------- | ------------- | ----------------- |
| Canada (Music Canada) | Or            | 40 000            |
| Danemark (IFPI)       | Or            | 10 000            |
| États-Unis (RIAA)     | Platine       | 1 000 000         |
| Pays-Bas (NVPI)       | Or            | 20 000            |
| Royaume-Uni (BPI)     | Or            | 100 000           |